# Eastvale (California)
Eastvale es una ciudad ubicada en el condado de Riverside en el estado estadounidense de California, fue incorporada como ciudad el 1 de octubre de 2010. Según el censo de 2010 tenía una población de 53 668 habitantes y una densidad poblacional de 4096 personas por km².

## Geografía
Eastvale se encuentra ubicada en las coordenadas 33°57′N 117°33′O / 33.950, -117.550. Según la Oficina del Censo, la ciudad tiene un área total de 13,1 km² (5,1 mi²), de la cual 12,5 km² (4,8 mi²) es tierra y 0,6 km² (0,2 mi²) (4,76%) es agua.

## Educación
El Distrito Escolar Unificado de Corona y Norco (CNUSD) gestiona las escuelas públicas de la ciudad.